# Катринехольм
Катринехольм (швед. Katrineholm) — город в Швеции, административный центр Катринехольмской коммуны Сёдерманландского лена.
Население — 21 386 человек.
Катринехольм представляет собой промышленный город, выросший на месте пересечения Восточной и Западной железнодорожных магистралей. В 1883 году он стал посёлком городского типа (municipalsamhälle), а в 1917 получил статус города. Удачное местоположение на пересечении транспортных путей способствовало развитию в городе торговли и предприятий сферы услуг. В Катринехольме ведут свою деятельность такие крупные компании, как SKF и Ericsson.
В городе располагается штаб-квартира Международной федерации бенди, имеется Музей тепла, вентиляции и санитарии (VVS-museum), спортивный стадион Баккаваллен.

## Галерея

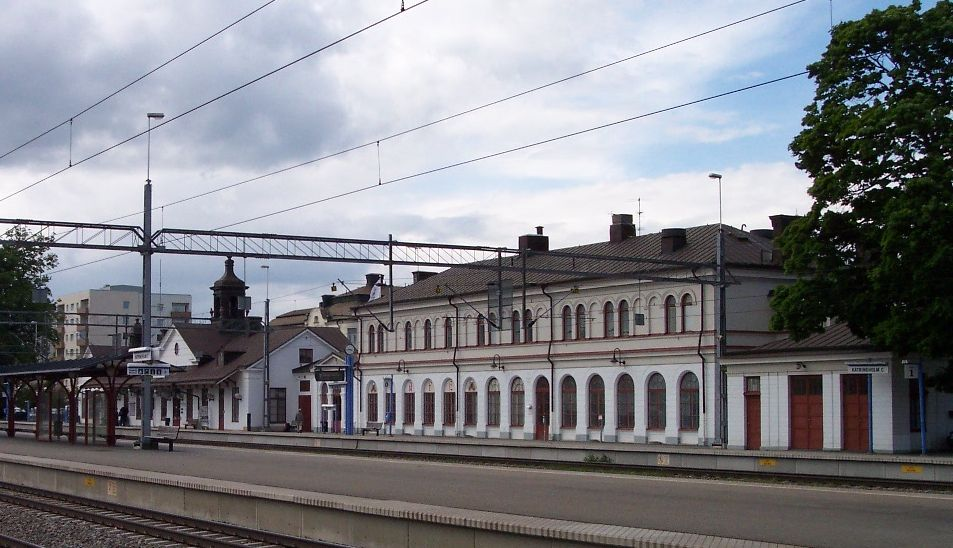
Вокзал Катринехольма
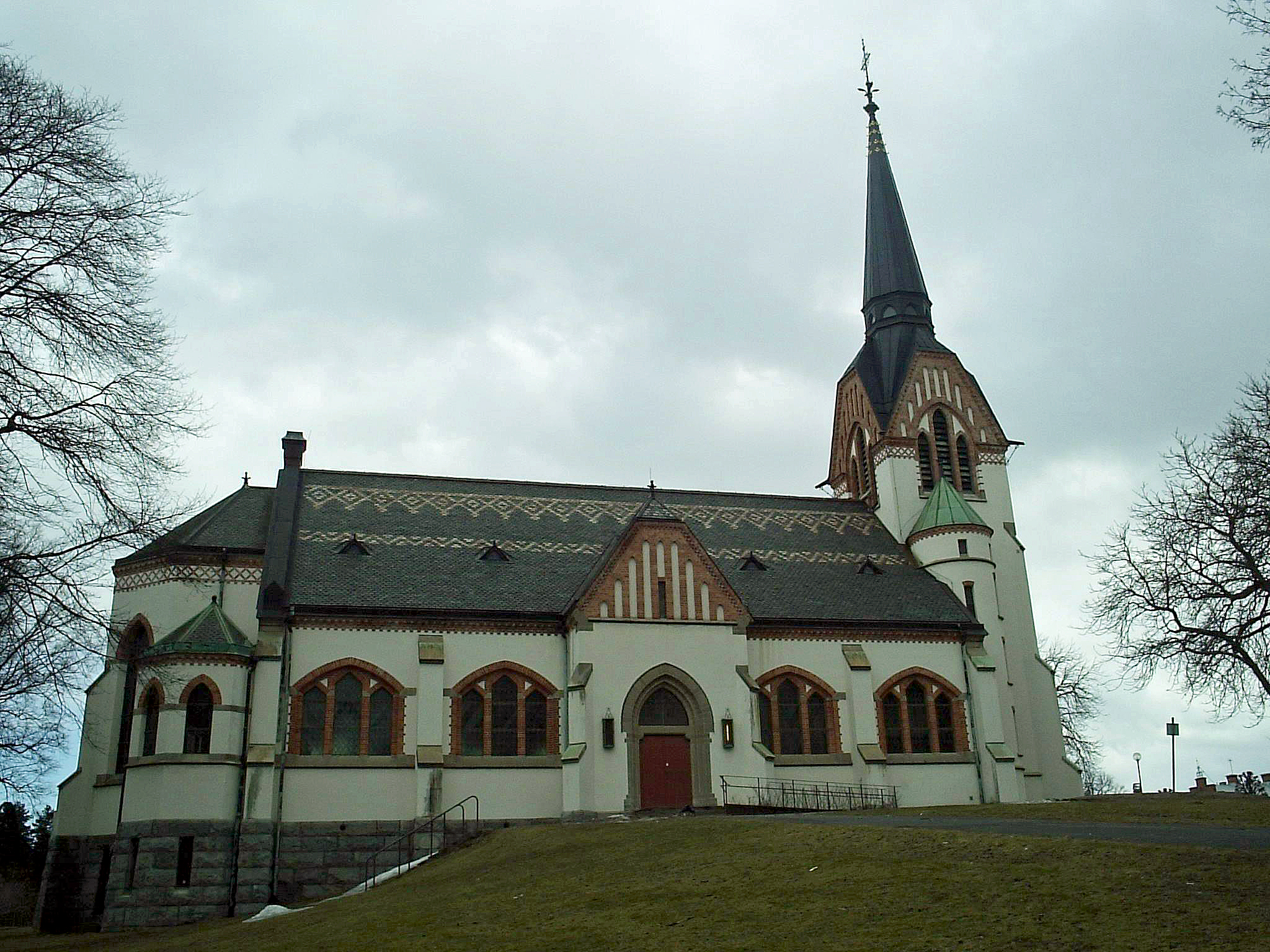
Катринехольмская церковь
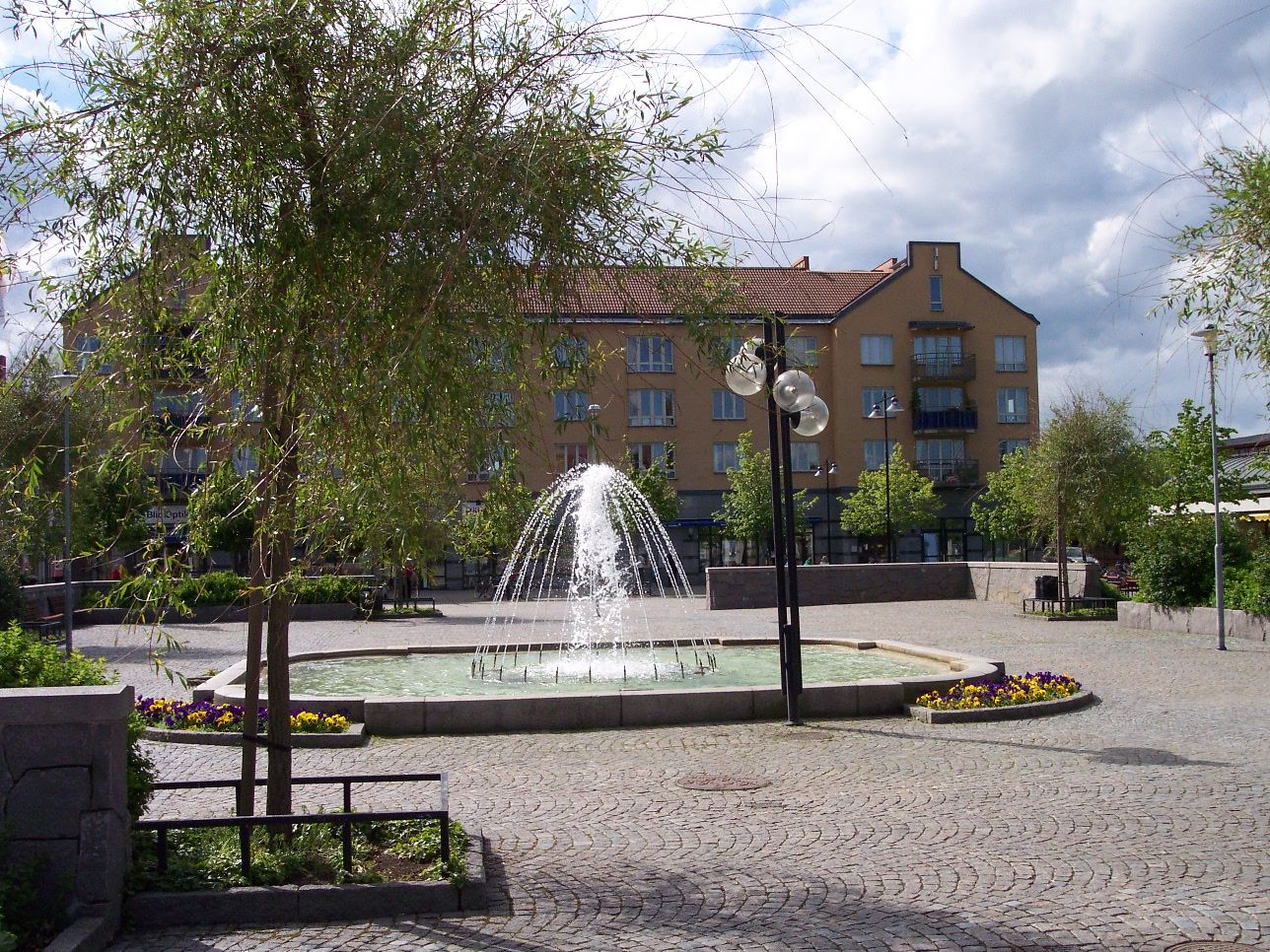
Центральная площадь